# Kristina Lilley
Kristina Lilley (ur. 31 sierpnia 1963 w Nowym Jorku) – amerykańska aktorka telewizyjna i filmowa, pochodzenia kolumbijskiego. Znana z telenoweli kolumbijskiej Gorzka zemsta, w której grała Gabrielę Acevedo de Elizondo, matkę trzech sióstr: Jimeny, Sary 'Sarity' i Normy.

## Filmografia
- 2011:  La Traicionera jako Ana María "Annie" de Sanint
- 2010:  Chepe Fortuna jako Malvina
- 2009:  The Whole Truth jako Detektyw Winslow
- 2008:  El penúltimo beso jako Victoria Santamaría de Fernández
- 2007:  Miłość jak czekolada (Dame Chocolate) jako Grace Remington
- 2005:  Rosario Tijeras jako Matka Emilia
- 2005:  Hacjenda "La Tormenta" (La Tormenta) jako Edelmira Guerrero
- 2004–2005:  Kobieta w lustrze (Mujer en el espejo, La) jako Regina Soler
- 2003–2004:  Gorzka zemsta (Pasión de gavilanes) jako Gabriela Acevedo de Elizondo
- 1997:  Dios se lo pague jako Ofelia Richerdson
- 1996:  Otra mitad del sol, La jako Soledad
- 1996–1997:  Copas amargas jako Marcela Mejía
- 1996:  Ejecutivas, Las
- 1994:  Pasiones Secretas jako Delfina Fonseca de Estevez
- 1991:  Sangre de Lobos
- 1991:  Casa de la dos palmas, La jako Matilde Herreros
- 1989:  Azúcar jako Alejandrina Vallecilla